# 브워지미에시 차자스티
Request error occurred:

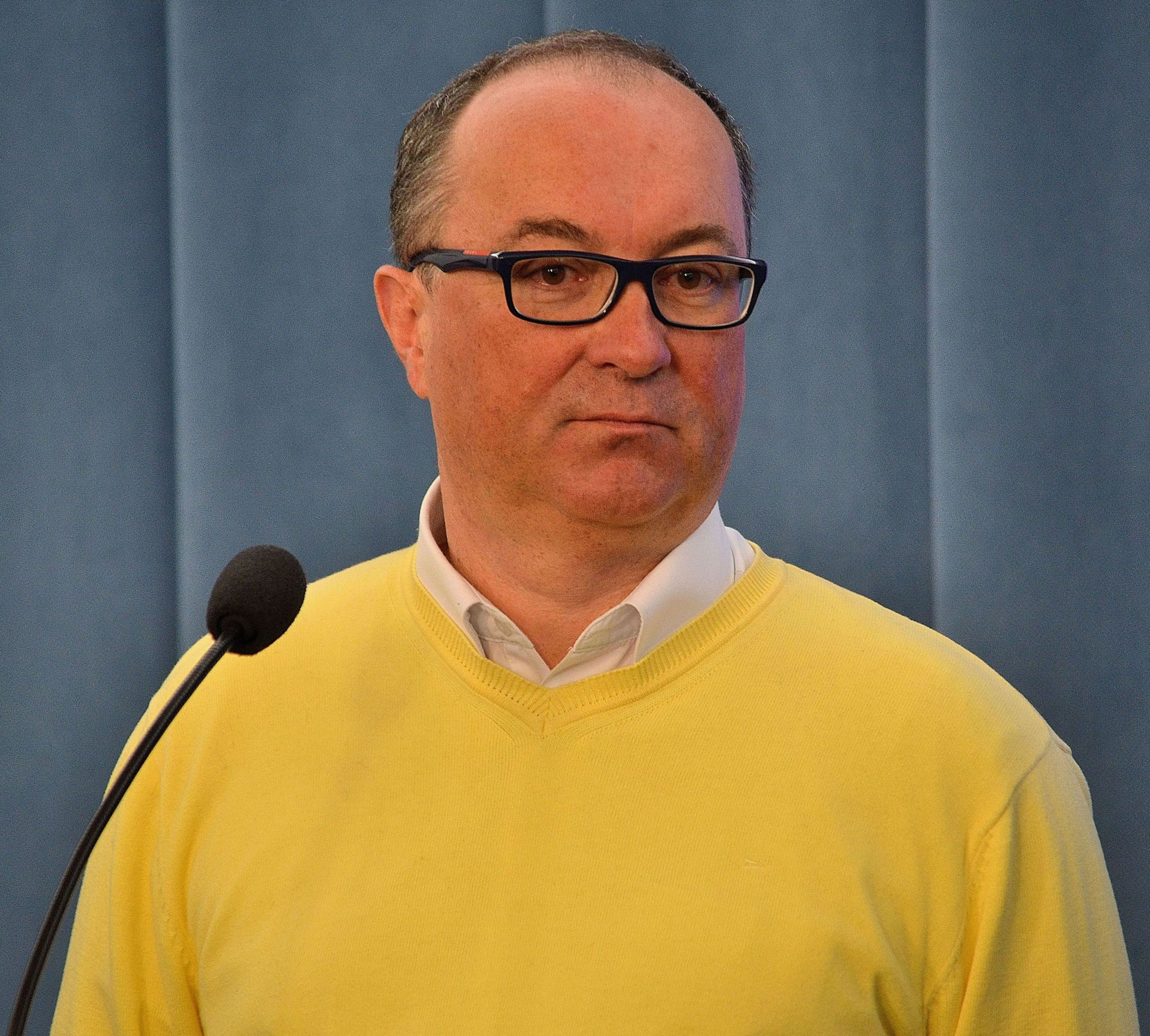
브워지미에시 차자스티

브워지미에시 차자스티(폴란드어: Włodzimierz Czarzasty, 1960년 5월 3일 ~ )는 폴란드의 정치인으로, 현재 민주좌파연합의 대표이다.
바르샤바에서 태어났으며, 1980년대 바르샤바 대학교에서 신문정치학 학위를 취득했다. 이 시절 폴란드 학생협회에 소속되어 있었으며, 1983년부터 1990년까지 폴란드 연합노동자당의 당원이기도 했다.
공산주의 붕괴 이후, 통일노동당의 후신인 민주좌파연합의 당원이 되었으며, 1997년 총선에 도전했으나 낙선했다. 1999년 5월 알렉산데르 크바시니에프스키 대통령에 의해 전국라디오텔레비전방송협의회에 임명되었으며, 후일 리빈 게이트에 연루되었다는 의혹이 제기되었으나 결과적으로는 무혐의로 끝났다.
장기간 원외에서 활동하다가 2015년 총선 때 좌파연합 소속으로 도전했다. 하지만 연합 득표율이 봉쇄조항 8%에 미달해 후보 전원이 낙선했으며, 차자스티도 그 중 하나였다.
2016년 1월 레셰크 밀레르 대표의 사임으로 치러진 전당대회에 출마해 예지 벤데를리흐 전 의원을 꺾고 민주좌파연합의 새 대표로 선출되었다. 2018년 지방선거에서 마조프셰주의회 의원 후보로 출마했으나 낙선했다.